# Jardín botánico La Almunya del Sur
El jardín botánico La Almunya del Sur también conocido como jardín botánico andalusí La Almunya del Sur, es un jardín botánico de propiedad privada de unos 2500 m², que se encuentra en el municipio de El Ejido (Almería, España). Es centro colaborador con la Universidad de Almería. Tiene el certificado de calidad SICTED. Está incluido en la Red de Jardines del Mediterráneo.

## Historia
El propietario de una antigua finca familiar de cítricos y otros árboles frutales Carlos Collado Pérez, comienza a crear el jardín en el año 2000, teniendo como base los árboles frutales cultivados.
Carlos es arquitecto técnico, especialista en jardinería y paisajismo, colabora con el Centro de Colecciones de la Universidad de Almería, en el asesoramiento y diseño de diferentes jardines en el campus universitario.
El actual director técnico es Manuel Sánchez Robles, graduado en Ciencias Ambientales por la Universidad de Almería y Técnico Especialista Agrícola. Su función es la de formador, cuidador, guía, diseñador y paisajista del Jardín Botánico La Almunya del Sur, desde el año 2011.
Este jardín botánico abre sus puertas al público el 9 de abril de 2016.

## Colecciones vegetales
En este jardín botánico están aprovechados los recursos naturales disponibles de los árboles frutales que se cultivaban en la finca preexistente. 
Los cultivos de frutales, asociados al cultivo de autóctonas y alóctonas de todo el mundo, generan un equilibrio respetuoso y sostenible con el medio ambiente.
El agua es un elemento presente en cada espacio del jardín en forma de estanques y fuentes.
El jardín comprende varios espacios que están comunicados por una red de senderos.
Entre las colecciones vegetales son de destacar:
- Palmeras con 11 especies.[4]
- Insectívoras, orquídeas, y bromelias.
- Plantas acuáticas, plantas flotantes de los géneros Nymphaea, Azolla, Lenna, Salvinia, etc. y plantas palustres de los géneros Typha, Phragmites, Pontederia, Tamarix, Cyperus, Zantedeschia, Iris ..
- Plantas primitivas, con Ginkgo biloba, Cycas revoluta, Zamia pumila, Equisetum hyemale . .
- Bambúes del género Arundinaria, Pseudosasa, Phyllostachys siendo de destacar el Bambú Imperial (Bambusa vulgaris “Vitatta”),
- Árboles frutales, originales de la finca agrícola inicial destacando la parra centenaria de uva moscatel que da la bienvenida al Jardín, así como los mandarinos de la variedad "Clemenules" plantados en el año 1969. Además ciruelos, naranjos, nísperos, perales, manzanos, higueras, etc.
- Cactus y suculentas, están representadas las familias Agavaceae, Aizoaceae, Liliaceae, Apocynaceae, Asclepiadaceae, Cactaceae, Crassulaceae, Dracaenaceae, Euphorbiaceae, Hyacinthaceae, Portulacaceae y Vitaceae.
- Flora mediterránea, representando al piso bioclimático que corresponde a esta zona de Almería el denominado piso termomediterráneo, que va desde el nivel del mar hasta unos 800 m de altitud.

## Objetivos y actividades
Entre los objetivos que se persiguen con la creación de este Jardín Botánico, se encuentran : 
- En este jardín se potencia sobre todo la divulgación botánica y medioambiental.
- Cursos formativos en colaboración con otros centros de enseñanza sobre conocimiento de la naturaleza, fauna y flora autóctona, fauna auxiliar, y muchas más relacionadas con la naturaleza y medio ambiente en general.
- Centro colaborador con la Universidad de Almería, como sede de prácticas, realización, mantenimiento y aportación de especies en el Jardín Botánico de la UAL perteneciente a la Universidad de Almería.
- Este jardín botánico forma parte de un programa para la divulgación y cuidado de dos especies animales autóctona: el "fartet" (Aphanius iberus) y la "ranita meridional" (Hyla meridionalis).

Además se realizan una serie de actividades en este jardín botánico:
- Actividades y talleres educativos de agricultura ecológica, y jardinería.
- Aulas de pintura artística, fotografía, teatro,
- Conciertos musicales.

Especies vegetales presentes en La Almunya del Sur.'
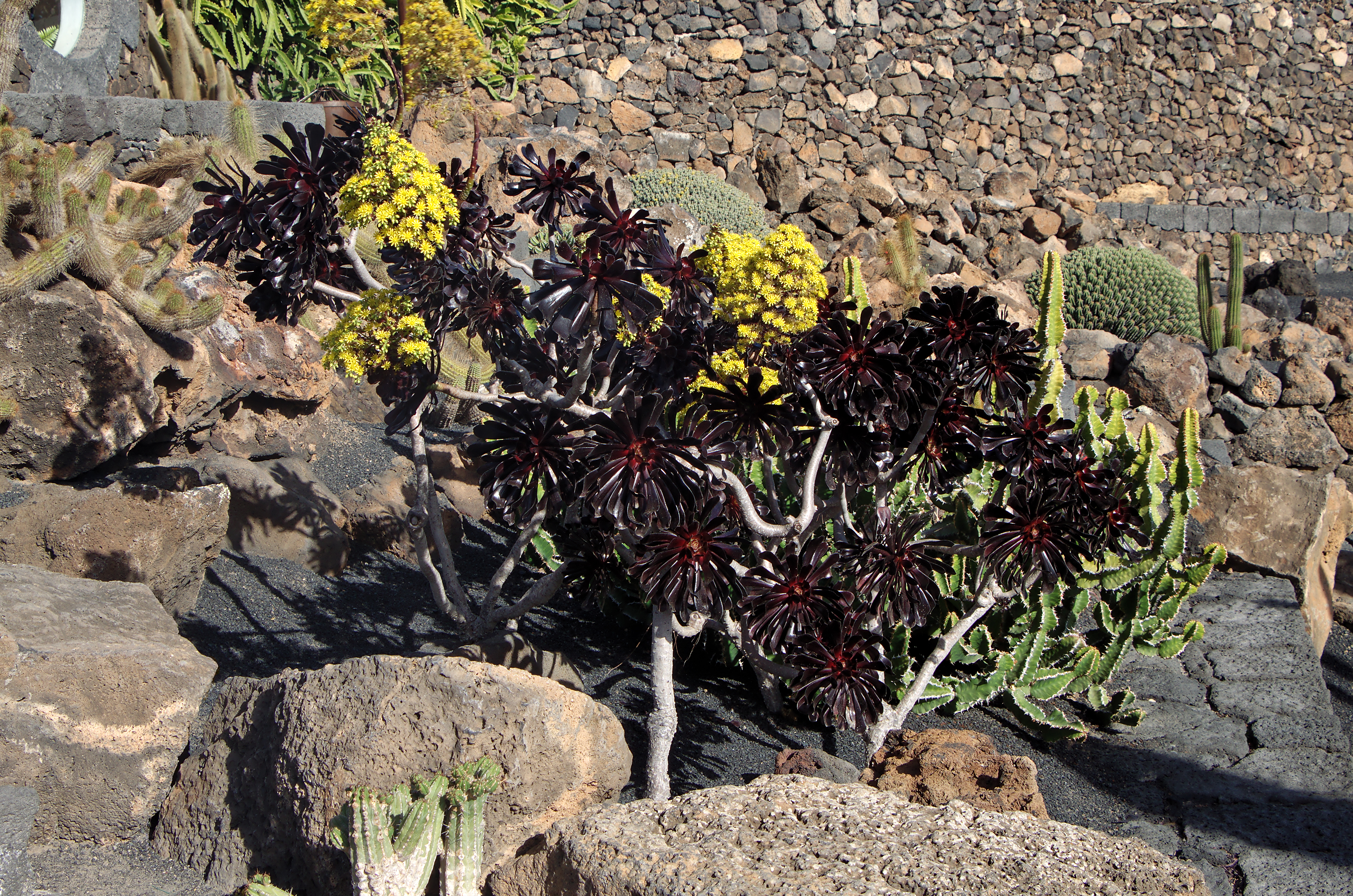
Aeonium_arboreum 'Atropurpureum'.
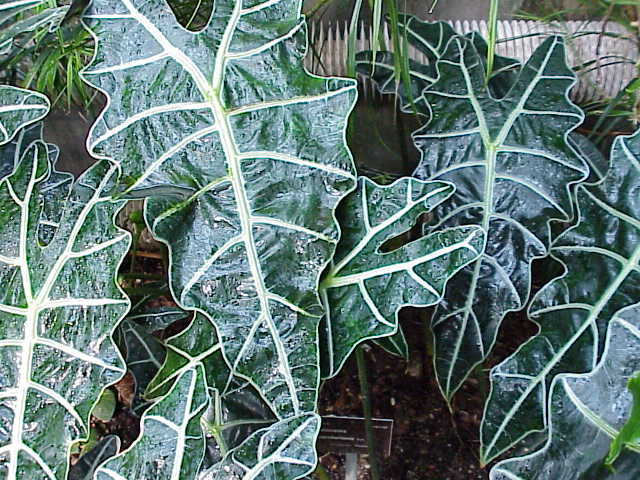
Alocasia_sanderiana.
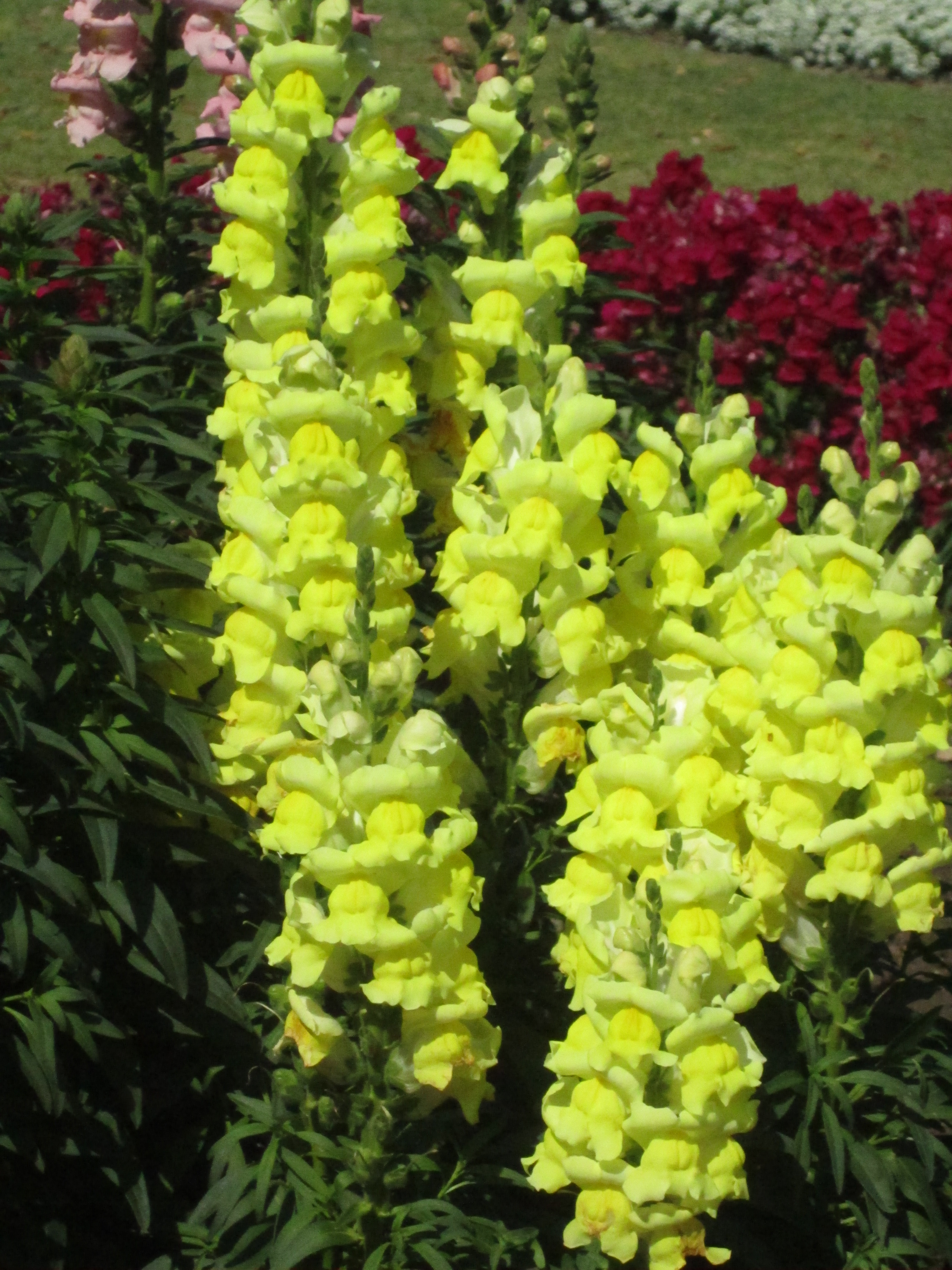
Antirrhinum majus.
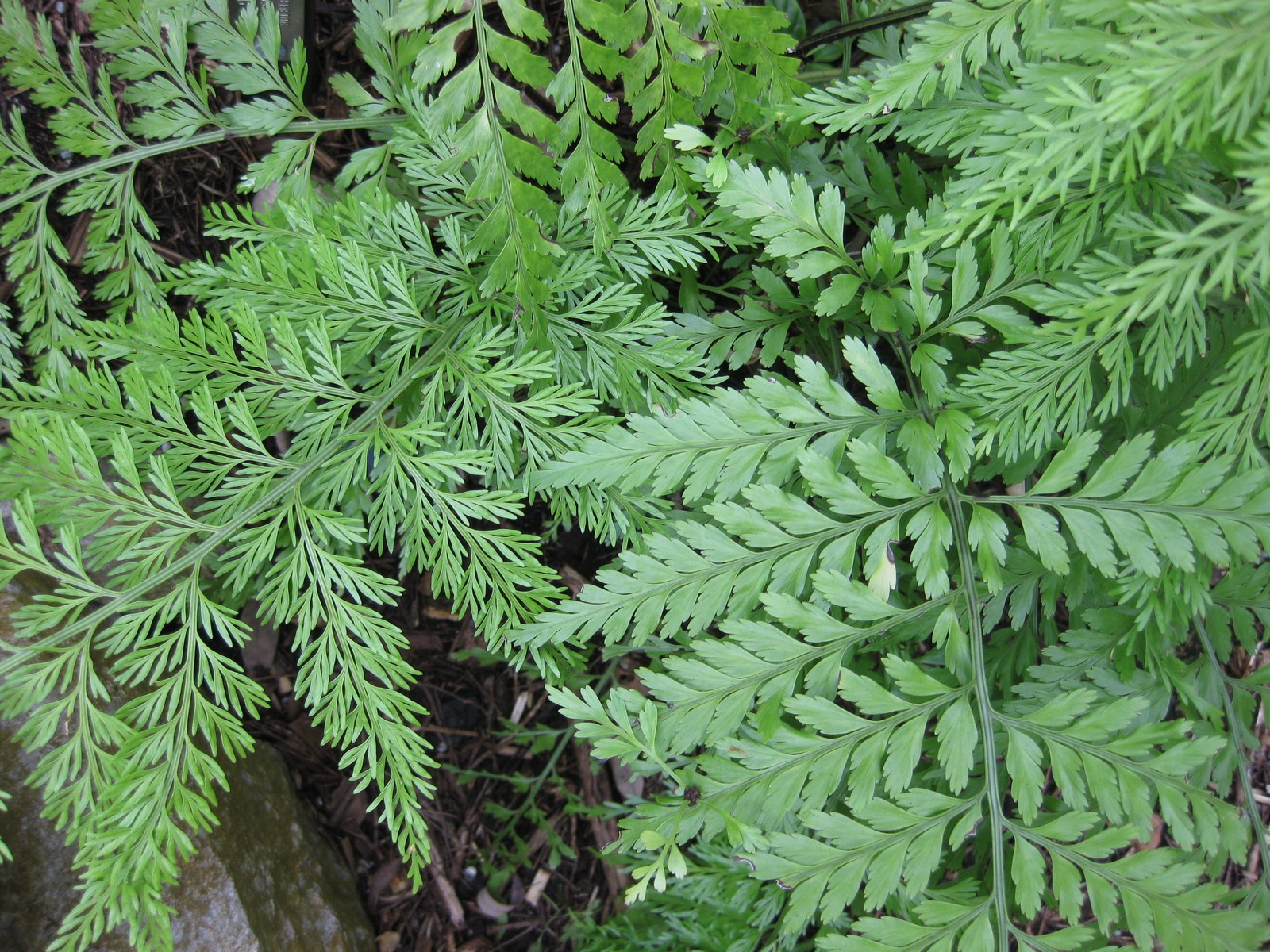
Asplenium bulbiferum.
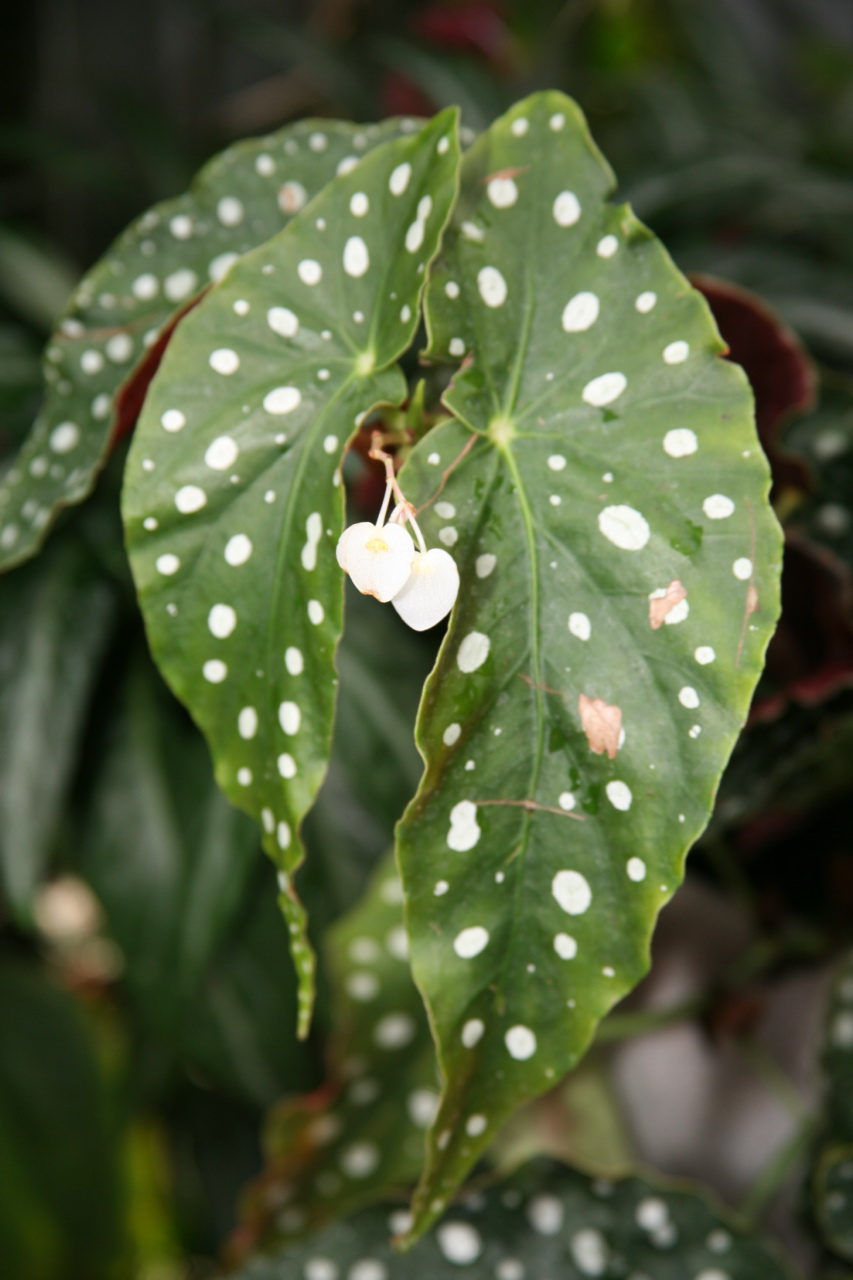
Begonia maculata.
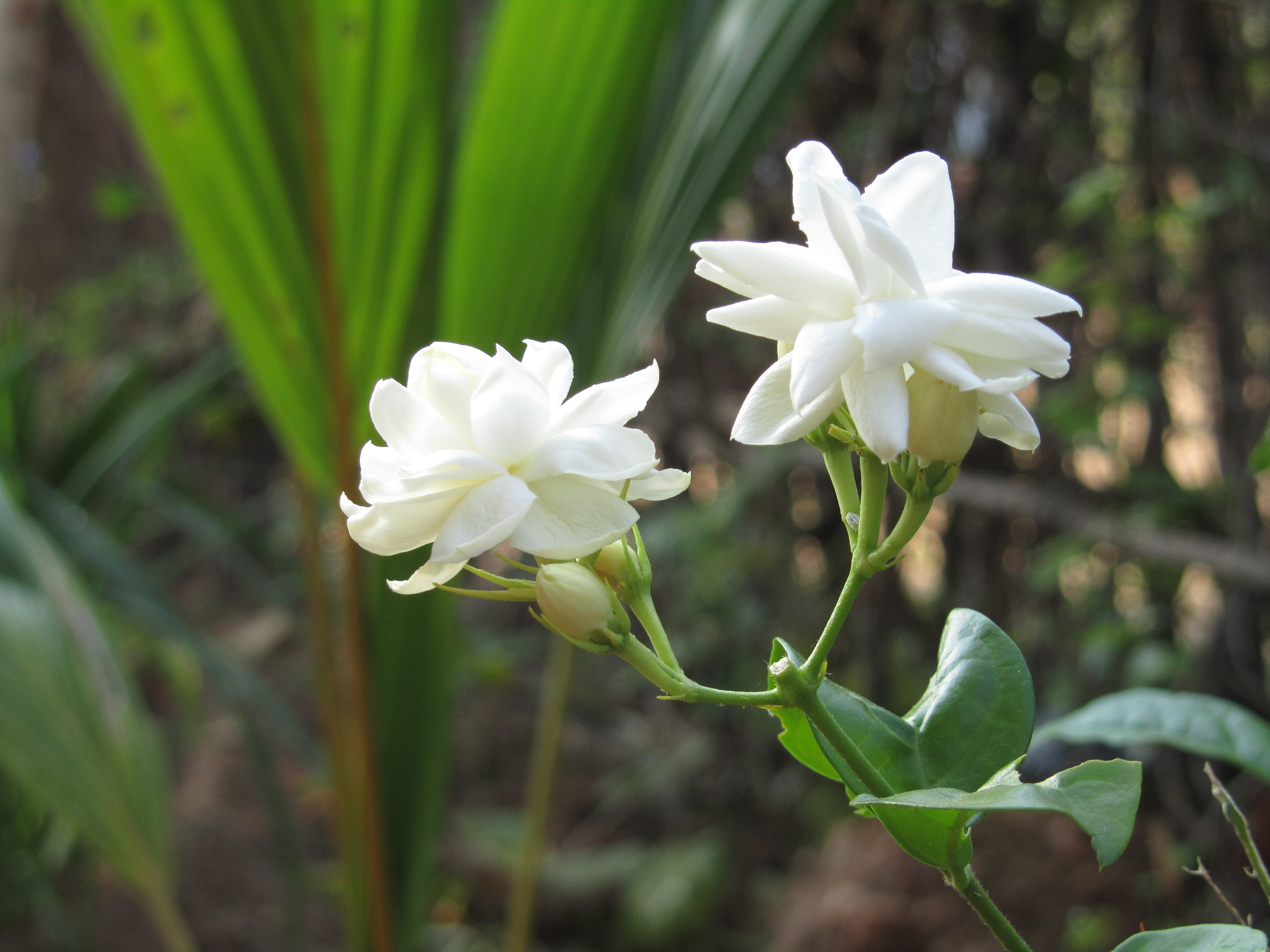
Jasminum sambac.